# منى عبد العزيز
منى عبد العزيز (مواليد 11 نوفمبر 1985) هي مبارزة مصرية، مثّلت مصر في دورة لندن 2012 في منافسات المبارزة.

## المشاركة الأولمبية

### لندن 2012
| الرياضيّة                                          | الحدث         | دور الـ64                            | دور الـ32                           | دور الـ16                       | ربع النهائي   | نصف النهائي   | النهائي/ م ب  | النهائي/ م ب |
| الرياضيّة                                          | الحدث         | الخصم النتيجة                        | الخصم النتيجة                       | الخصم النتيجة                   | الخصم النتيجة | الخصم النتيجة | الخصم النتيجة | الترتيب      |
| ------------------------------------------------- | ------------- | ------------------------------------ | ----------------------------------- | ------------------------------- | ------------- | ------------- | ------------- | ------------ |
| منى عبد العزيز                                    | فردي سيف      | هسو جي تي (تايبيه الصينية) · خ 10–15 | لم تتأهل                            | لم تتأهل                        | لم تتأهل      | لم تتأهل      | لم تتأهل      | لم تتأهل     |
| إيمان الجمال                                      | فردي شيش      | فيونمايور (فنزويلا) · خ 9–15         | لم تتأهل                            | لم تتأهل                        | لم تتأهل      | لم تتأهل      | لم تتأهل      | لم تتأهل     |
| شيماء الجمال                                      | فردي شيش      | منى شايتو (لبنان) · خ 6–7            | لم تتأهل                            | لم تتأهل                        | لم تتأهل      | لم تتأهل      | لم تتأهل      | لم تتأهل     |
| إيمان شعبان                                       | فردي شيش      | تلقائي                               | غيارت (فرنسا) · خ 2–15              | لم تتأهل                        | لم تتأهل      | لم تتأهل      | لم تتأهل      | لم تتأهل     |
| إيمان الجمال شيماء الجمال إيمان شعبان رنا الحسيني | فريق شيش      | —                                    | —                                   | بريطانيا العظمى (GBR) · خ 34–45 | لم يتأهلن     | لم يتأهلن     | لم يتأهلن     | لم يتأهلن    |
| سلمى زين                                          | فردي سيف عربي | —                                    | ووزنياك (الولايات المتحدة) · خ 6–15 | لم تتأهل                        | لم تتأهل      | لم تتأهل      | لم تتأهل      | لم تتأهل     |

## روابط خارجية
- منى عبد العزيز على موقع الاتحاد الدولي للمبارزة (الإنجليزية)
- منى عبد العزيز على موقع أوليمبيديا (الإنجليزية)